# لی شوزین
لی شوزین ({{lang-mn|ᠪᠤᠶᠠᠨᠳᠡᠯᠭᠡᠷ؛ ۱۱ ژوئیهٔ ۱۸۹۲ – May 1970, aged 78) سیاستمدار اهل چین بود.
همچنین برندهٔ جوایزی همچون نشان گنجینه مقدس شده‌است.